# Stradivari Cholmondeley
Lo Stradivari Cholmondeley è un violoncello costruito a Cremona nel 1698 da Antonio Stradivari. Il nome deriva dal Marchese de Cholmondeley, che ha posseduto lo strumento.
Il violoncello è stato acquistato ad un'asta di Sotheby's a Londra il 22 giugno 1988 da un anonimo acquirente sudamericano, per la cifra record di 682 000 sterline (circa 1,2 milioni di dollari all'epoca), diventando il violoncello più costoso al mondo.